# Deacon
AEC Mk I Gun Carrier – brytyjskie samobieżne działo przeciwpancerne, znane także jako "Deacon" (ang. "diakon") z okresu II wojny światowej. Używane było tylko w czasie kampanii w Afryce Północnej (1942-43).

## Historia
Nowy pojazd, którego nazwa, podobnie jak wszystkich innych brytyjskich dział samobieżnych, została zapożyczona od tytułu eklezjastycznego, został opracowany w 1942 aby zapewnić wojskom brytyjskim walczącym na froncie Afryki Północnej szybką i mobilną broń przeciwpancerną. Ponieważ nie było czasu na opracowanie nowego projektu od zera, zdecydowano na rozwiązanie ad hoc – na podwoziu kołowego ciągnika artyleryjskiego AEC Matador zamontowano standardową wówczas armatę przeciwpancerną armii brytyjskiej – działo 6-funtowe. Samo działo zostało otoczone lekką osłoną pancerną, która zapewniała ochronę przed odłamkami dla celowniczego i ładowniczego. Kabina kierowcy została zastąpiona niską, "pudełkowatą", opancerzoną konstrukcją, która chroniła kierowcę i silnik. Łącznie w 1942 wyprodukowano 175 pojazdów tego typu.

## Użycie bojowe
Deacony zostały użyte na froncie Afryki Północnej, w warunkach, w których pojazdy kołowe miały zapewnioną prawie taką samą mobilność, jak pojazdy gąsienicowe. W owym czasie trzon niemieckich wojsk pancernych na tym teatrze działań stanowiły czołgi PzKpfw III, do zwalczania których armata 6-funtowa w zupełności wystarczała. Przykładem może być bitwa pod Al-Hamma, w której wziął udział 76. Regiment Przeciwpancerny R.A. Po zakończeniu kampanii w Afryce Północnej większość tych pojazdów została przerobiona na transportery amunicyjne. Część została w późniejszym czasie sprzedana Turcji.

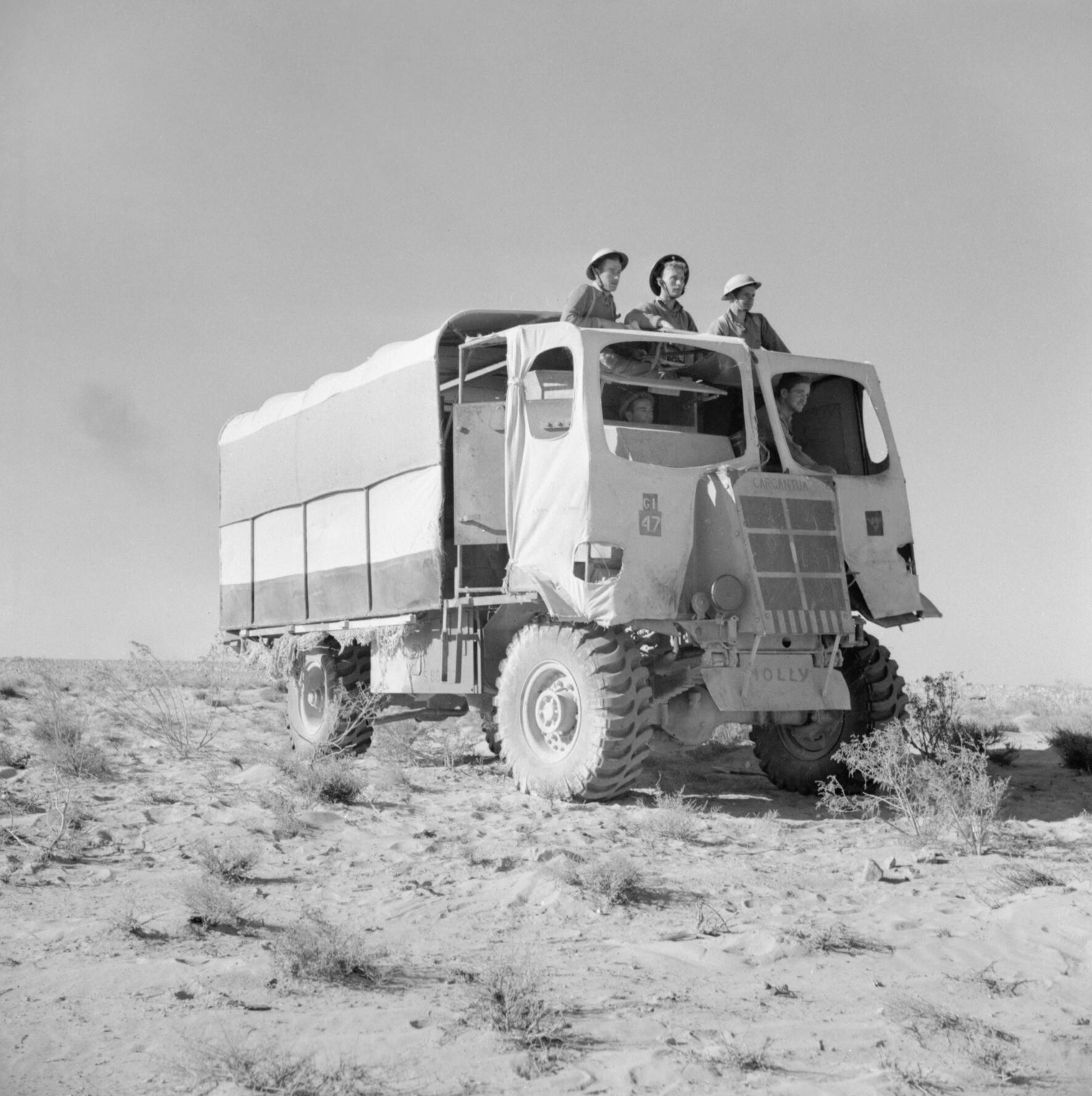
Deacon zamaskowany jako ciężarówka